# Petruška (programma televisivo)
Petruška è stato un programma televisivo di approfondimento di musica classica in onda sul canale tematico Rai 5.
Il programma è stato presentato da Michele Dall'Ongaro.

## Puntate

### Edizione 2011-2012
| Puntata                       | Contenuto | Ospiti                                        | Ascolto                                                         | Data             |
| ----------------------------- | --- | --------------------------------------------- | --------------------------------------------------------------- | ---------------- |
| La musica che danza           | Si mostra come la musica di Čajkovskij "danzi" tra gli strumenti delle sue opere. | Francesco Ventriglia                          |                                                                 | 15 ottobre 2011  |
| Il trasformismo in musica     | Si descrive la capacità della musica di imitare la natura e sé stessa. | Arturo Brachetti                              | Pierino e il lupo di Prokofev.                                  | 22 ottobre 2011  |
| Cantiere Brahms               | Si analizza il modo di Brahms di costruire grandi architetture musicali. | Benedetto Camerana, Alessandro Milani         |                                                                 | 29 ottobre 2011  |
| Born in the U.S.A.            | Si analizza la musica americana, partendo dai canti degli schiavi neri, proseguendo con la sinfonia Dal nuovo mondo di Dvořák e il musical West Side Story di Bernstein, per arrivare all'avanguardia di Cage. | Marco Braito, don Piero Gallo                 |                                                                 | 5 novembre 2011  |
| La doppia vita di Amadé       | Si svelano i segreti della musica e della vita di Wolfgang Amadeus Mozart, illustrando anche quanto la musica gli fece guadagnare.                                                                             | Enrico Maria Baroni, Daniele Lupo Jallà       |                                                                 | 19 novembre 2011 |
| Beethoven tra gioia e libertà | Si racconta come la musica di Beethoven abbia una base naturale e come il compositore arrivi a costruzioni sonore di straordinaria complessità pertendo da materiali musicali semplici.                        | Maurizio Bianchini, Gustavo Zagrebelsky       |                                                                 | 10 dicembre 2011 |
| L'albero del canto            | Si spiega come la musica popolare sia entrata nella musica colta, rinnovandola radicalmente. | Ula Uljona, Gian Paolo Mondino                | Concerto per viola e orchestra di Béla Bartók.                  | 17 dicembre 2011 |
| La Valse                      | Si racconta la danza e l’istinto ancestrale che spinge l’uomo al movimento in musica. | Joe Burnam, Elisa Vaccarino                   | La Valse di Maurice Ravel                                       | 31 dicembre 2011 |
| Quadri di un'esposizione      | Si mostra come un brano scritto per pianoforte solo si possa trasformare in una grande partitura orchestrale.                                                                                                  | Margherita Bassani, Bruna Biamino             | Quadri di un'esposizione di Modest Musorgskij, di Maurice Ravel | 7 gennaio 2012   |
| Figli di una terza minore     | Si dimostra come moltissimi capolavori siano basati sull'intervallo di terza minore. | Augusto Salentini, Maria Giovannini           | Alexander Nevsky di Prokofev                                    | 21 gennaio 2012  |
| Il principe Igor              | Si analizzano gli aspetti musicali dell'opera Le Sacre du Printemps di Igor Stravinskij; in particolare il rapporto con le melodie popolari lituane e il ritmo.                                                | Francesco Remotti                             | Le Sacre du Printemps di Igor Stravinskij.                      |                  |
| Il titano                     | Si racconta la capacità del compositore boemo Gustav Mahler di costruire un intero mondo con le sue sinfonie.                                                                                                  | Stefano Aprile, Valerio Mavilia               |                                                                 |                  |
| Musica degenerata?            | Si racconta come la musica e i musicisti si siano da sempre confrontati con il potere. | Luca Ranieri, Ugo Volli                       |                                                                 |                  |
| Magnificat                    | Si racconta la musica sacra del periodo Barocco, da Bach a Händel e Vivaldi. | Roberto Ranfaldi, pastore valdese Paolo Ribet |                                                                 |                  |
| Il Requiem di Verdi           | Si svelano i segreti della composizione scritta da Verdi per la morte di Alessandro Manzoni. | Claudio Fenoglio                              |                                                                 |                  |

### Edizione 2015
| Puntata            | Contenuto                   | Ospiti               | Data            |
| ------------------ | --------------------------- | -------------------- | --------------- |
| Incontri           | Conversazione con l'artista | Antonio Pappano      | 22 gennaio 2015 |
| Archi e ponticelli | Il mestiere di liutaio      | Quartetto di Cremona | 29 gennaio 2015 |